# Grzegorz Pilch
Grzegorz Pilch (ur. 20 grudnia 1976 w Bielsku-Białej) – polski piłkarz.

## Kariera
Zaczynał karierę w LKS Zapora Wapienica, później grał między innymi w Pasjonacie Dankowice i Beskidzie Skoczów, grał też na pozycji napastnika w I-ligowej Arce Gdynia. Przeszedł do niej z Górnika Polkowice. Rozegrał 56 meczów w I lidze, strzelając w nich trzy bramki. Jego debiut w I lidze miał miejsce w dniu 31 sierpnia 2003 roku w meczu pomiędzy drużynami Wisły Płock i Górnika Polkowice, wygranym przez drużynę z Płocka 3:0. W klubie z Gdyni od lipca 2004 roku. Jego kontrakt z drużyną wygasł w czerwcu 2007 roku i od tamtej pory nie gra w żadnym klubie.
16 grudnia 2009 roku został skazany przez Sąd Rejonowy w Sopocie za zgwałcenie 17-latki na karę dwóch lat bezwzględnego pozbawienia więzienia. 